# Гулиц, Андрей Андреевич
Андрей Андреевич Гулиц (писался также Гулец, Гулц) — генерал-майор армии Петра I, участник Северной войны.

## Биография
«Выехал на государево имя ис цесарской земли» в 1652-53 годах. В 1654 году получил чин прапорщика, после Рижского похода (1656) — поручик, в 1661-62 годах сразу получил чины майора и подполковника.
В 1665 году числился подполковником (командир батальона) Новгородского солдатского полка, с 1681 года — полковник (командир полка). После Второго Крымского похода получил чин генерал-майора (1689 год).
В 1694 году участвовал в Кожуховских манёврах Петра I. Позже командовал Севским копейно-рейтарским полком, участвовал в Таванском походе 1698 года.
В годы Северной войны сражался под Нарвой (1700 год), после пленения генерала А. А. Вейде принял его «генеральство» (дивизию).
В кампании 1702 года сражался при Гуммельсгофе, затем участвовал во взятии Нотебурга.
23 января 1703 года назначен губернатором в Киев (на место умершего генерал-майора Фамендина), фактически возглавляя только гарнизон Киева. В 1707 году, в ожидании шведского нападения на Россию, Киевский гарнизон был подчинён Белгородскому воеводе Д. М. Голицыну, который отныне писался воеводой Киевским (с 1711 года — Киевский губернатор).
Сам А. А. Гулиц прослужил в Киеве до 1723 года.

## Родственники
Родной брат генерал-поручика русской службы Ягана Андреевича Гулица.
В армии Петра I служили также полковниками родственники А. А. Гулица:
- Иоаким (Ефим) Андреевич Гулиц — командир одного из первых драгунских полков в 1700 году, сражался при Нарве (1700), позже командовал пехотными полками, сражался при Фрауштадте (1706), где чудом избежал плена. В 1708 году участвовал в подавлении Булавинского восстания, в 1709 году сражался под Полтавой.
- Кашпар Андреевич Гулиц — полковник пехотного полка (будущего Ростовского гренадёрского), сражался при Нотебурге (1702) и Ниеншанце (1703), в 1706 году — комендант Пскова.
- Андрей Кашпарович (Гашпарович) Гулиц — с 1707 года полковник Симбирского пехотного полка, в 1708 году участвовал в подавлении Булавинского восстания.
- Тимофей Кашпарович Гулиц — подполковник Архангельского пехотного полка (полковником числился генерал-лейтенант Р. В. Брюс)[6].